# Flacourtia degeneri
Flacourtia degeneri är en videväxtart som beskrevs av Albert Charles Smith. Flacourtia degeneri ingår i släktet Flacourtia och familjen videväxter. Inga underarter finns listade i Catalogue of Life.